# Petites Jorasses
Le Petites Jorasses (pron. fr. AFI: [ɡʁɑ̃d ʒɔʁas] - 3.658 m s.l.m.) sono una montagna del Massiccio del Monte Bianco. Si trova lungo la linea di confine tra l'Italia e la Francia e nel gruppo di Leschaux.

## Caratteristiche

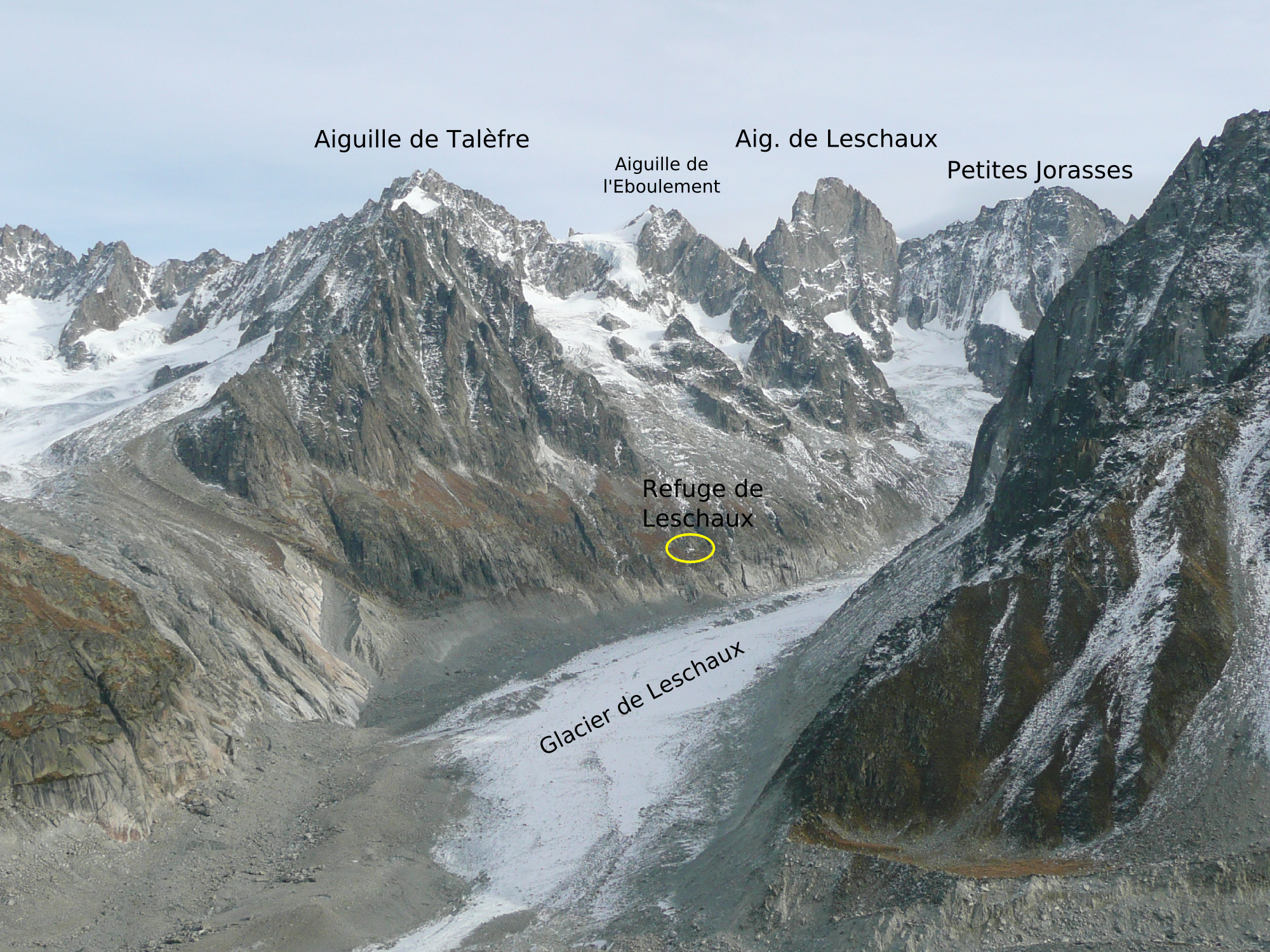
Collocazione del monte visto dal versante francese.

La montagna si trova lungo la cresta di confine che dalle Grandes Jorasses va verso l'Aiguille de Leschaux. Dal versante italiano vi scende il Ghiacciaio di Fréboudze (o de Frébouge) mentre da quello francese il Ghiacciaio di Leschaux.
Il toponimo le distingue dalle più alte e più importanti Grandes Jorasses.
Lungo le pareti nord e sud sono tracciate diverse vie alpinistiche.

## Salita alla vetta
La via normale di salita percorre la cresta nord-est partendo dal Col des Petites Jorasses.

## Bivacchi e rifugi
Dal versante italiano si può utilizzare il Bivacco Gervasutti mentre da quello francese il Refuge de Leschaux.